# Centrino
Centrino (także zwane Centrino Mobile Technology – „Mobilna Technologia Centrino”) –  inicjatywa marketingowa firmy Intel, zawierająca połączenie CPU, chipsetu płyty głównej i interfejsu sieci bezprzewodowej w formie komputera przenośnego. Rozwiązanie to pozwoliło na uzyskanie ponad dwukrotnej oszczędności energii zużywanej przez dotychczasowe układy zestawów przenośnych firmy Intel.

## Intel Centrino
|          | Chipset    | Platforma Centrino | Procesor                               | Nazwa kodowa | Rok premiery | Technologia | Architektura       |
| Produkty | 800 Series | Carmel             | Intel Pentium M                        | Banias       | 2003         | 130 nm      | Intel P6           |
| Produkty | 800 Series | Carmel             | Intel Pentium M                        | Dothan       | 2004         | 90 nm       | Intel P6           |
| Produkty | 900 Series | Sonoma             | Intel Pentium M                        | Dothan       | 2005         | 90 nm       | Intel P6           |
| Produkty | 900 Series | Napa               | Intel Core Duo/Solo                    | Yonah        | 2006         | 65 nm       | Intel P6           |
| Produkty | 900 Series | Napa               | Intel Core 2 Duo/Solo                  | Merom        | 2006         | 65 nm       | Intel Core         |
| Produkty | 900 Series | Santa Rosa         | Intel Core 2 Duo                       | Merom        | 2007         | 65 nm       | Intel Core         |
| Produkty | 900 Series | Santa Rosa         | Intel Core 2 Duo                       | Penryn       | 2008         | 45 nm       | Intel Core         |
| Produkty | 4 Series   | Montevina          | Intel Core 2 Duo                       | Penryn       | 2008         | 45 nm       | Intel Core         |
| Produkty | 5 Series   | Calpella           | Intel Core i7/i7 Extreme Edition       | Clarksfield  | 2009         | 45 nm       | Intel Nehalem      |
| Produkty | 5 Series   | Calpella           | Intel Core i3/i5/i7                    | Arrandale    | 2010         | 32 nm       | Intel Nehalem      |
| Produkty | 6 Series   | Huron River        | Intel Core i3/i5/i7/i7 Extreme Edition | Sandy Bridge | 2011         | 32 nm       | Intel Sandy Bridge |
| Produkty | 7 Series   | Chief River        | Intel Core i3/i5/i7/i7 Extreme Edition | Ivy Bridge   | 2012         | 22 nm       | Intel Sandy Bridge |
| Produkty | 8 Series   | Shark Bay          | Intel Core i3/i5/i7/i7 Extreme Edition | Haswell      | 2013         | 22 nm       | Intel Haswell      |
| Produkty | 9 Series   | Cresent Bay        | Intel Core M/i3/i5/i7                  | Broadwell    | 2014         | 14 nm       | Intel Haswell      |
| Produkty | 10 Series  | –                  |                                        | Skylake      | 2015         | 14 nm       | Intel Skylake      |
| Produkty | 11 Series  | –                  |                                        | Cannonlake   | 2016         | 10 nm       | Intel Skylake      |

## „Carmel”
Ta pierwsza generacja Centrino ukazała się 12 marca 2003 i składała się z następujących elementów:
- Procesorów Pentium M o nazwach kodowych „Banias”, a później „Dothan”, pracujący z szyną FSB 400 MHz, Socket 479
- Chipset z serii Intel 855 o oznaczeniach „Odem” lub „Monthara” (z zintegrowaną kartą graficzną Intel Extreme Graphics 2)
- karta WLAN Intel PRO/Wireless 2100 „Calexico” lub 2200 „Calexico”

Obsługiwała:
- DDR
- PCI
- ATA

## „Sonoma”
To druga generacja Centrino ukazała się w styczniu 2005 i składała się z następujących elementów:
- Procesor Pentium M o nazwie kodowej „Dothan” pracujący z szyną FSB 533 MHz
- Chipset z serii Intel Mobile 915 o oznaczeniu „Alviso” (w wersji GM z zintegrowanym układem graficznym Intel GMA 900)
- karta WLAN Intel PRO/Wireless 2200 lub 2915 „Calexico 2”

Dodano obsługę:
- pamięci RAM DDR2
- PCI Express
- SATA

## „Napa”
Centrino Duo – trzecia generacja Centrino ukazała się 5 stycznia 2006 i rywalizowała z platformą AMD Kite. Składała się z następujących elementów:
- Procesor Intel Core o nazwie kodowej Yonah pracujący z szyną FSB 667 MHz w dwóch wersjach:
  - jednordzeniowy Intel Core Solo na platformie Centrino Solo
  - dwurdzeniowy Intel Core Duo na platformie Centrino Duo
- Chipset z serii Intel Mobile 945 Express „Calistoga”
  - wersja 945GM zawiera moduł graficzny Intel GMA 950
  - wersja 945PM nie zawiera modułu graficznego
- karta WLAN Intel PRO/Wireless 3945 „Golan”

Z tą generacją weszły w użycie procesory dwurdzeniowe Intel Core Duo, a technologia zyskała nazwę Centrino Duo.

## „Santa Rosa”
Czwarta generacja Centrino – Centrino Duo (w notebookach domowych) i Centrino Pro (w notebookach biznesowych) – ukazała się 10 maja 2007.
- procesory: Core 2 Duo „Merom” i Core 2 Duo „Penryn”, 800 MHz FSB, 64-bit, Socket P/Micro-FCPGA/Micro-FCBGA
- pamięć RAM: DDR2-533 i DDR2-667 SO-DIMM.
- chipset: Intel GM965 lub PM965 „Crestline”
- karta Wi-Fi 802.11 a/b/g/draft-n: Intel 4965AGN „Kedron”.

Opcjonalnie:
- zintegrowana karta graficzna Intel GMA X3100 (w GM965)
- 512 MB lub 1 GB Intel Turbo Memory „Robson”,
- karta WWAN (GSM/EDGE/UMTS/HSDPA/HSUPA)

## „Montevina”
Centrino 2 czyli piąta generacja Centrino, konkurencyjna dla platform AMD Puma oraz NVidia ION.
Premiera 15 lipca 2008 roku.
Nazwa kodowa „Montevina”, handlowa Centrino 2.
- procesory: Intel Core 2 Duo „Penryn+” lub Core 2 Quad Extreme „Penryn XE”, 1066 MHz FSB, Socket P/Micro-FCPGA/Micro-FCBGA
- pamięci RAM: DDR2 667/800 oraz DDR3 800/1066/1333 MHz
- chipset: Intel Mobile 45 Express „Cantiga” GL40, GS45, GM45, GM47 or PM45
- karta sieciowa: Intel Gigabit Ethernet LAN „Boazman”, modele 82567LM lub 82567LF.
- karta Wi-Fi: Intel 5100/5300 „Shiloh”

Opcjonalnie:
- zintegrowana karta graficzna Intel GMA 4500MHD
- wyjście DisplayPort
- karta Wi-Max 802.16 „Dana Point”
- karta Intel combo Wi-Fi/WiMAX Link 5150/5350 „Echo Peak”
- karta WWAN (GSM/EDGE/UMTS/HSDPA/HSUPA)
- GPS
- UWB

Centrino 2 wprowadziła świat komputerów przenośnych do wymiaru technologicznego 45 nanometrów, za pomocą procesorów opartych na jądrze Penryn. Nie bez znaczenia może być też wprowadzenie technologii Intel AMT 4.0, która pozwala na zdalną diagnozę systemów i wykonywanie takich operacji, jak aktualizacja oprogramowania układowego poszczególnych urządzeń czy nawet BIOSu. Centrino 2 to także pełne wsparcie DirectX 9.0 oraz szyfrowania HDCP wraz z pełną gamą wyjść (DisplayPort, HDMI, DVI, UDI). Karta graficzna Intel GMA 4500MHD jest dwa razy szybsza od swojego poprzednika (X3100). Nie zapomniano także o wsparciu funkcji ReadyBoost oferowanej przez Windows Vista. Robson 2.0 pozwoli nie tylko na przyśpieszenie startu systemu, ale także na natychmiastowe wyłączanie i włączanie komputera. Oficjalna prezentacja Centrino 2 odbyła się w dniach 3-4 czerwca na targach „Computex Taipei 2008”.

## „Calpella”
Szósta generacja Centrino, konkurencyjna wobec platform AMD Tigris oraz AMD Eagle.
Premiera planowana była na 3. kwartał 2009 roku, miała miejsce 23 września 2009 roku.
- procesory: Core i3 Duo „Arrandale” (architektura Westmere, 32 nm), Core i5 Duo „Arrandale” (architektura Westmere, 32 nm), Core i7 Duo „Arrandale” (architektura Westmere, 32 nm), Core i7 Quad „Clarksfield” (architektura Nehalem, 45nm), Socket mPGA 989
- pamięci RAM: DDR3 SO-DIMM 800/1066/1333/1600 MHz
- chipset: Mobile Express Series 5 „Ibex Peak-M”
- karta Wi-Fi: Intel Centrino Advanced-N 6200 „Puma Peak 2x2” lub Intel Centrino Ultimate-N 6300 „Puma Peak 3x3”
- karta Wi-Fi i WiMax: Intel Centrino Advanced-N + WiMAX 6250 „Kilmer Peak”
- wyjście DisplayPort z obsługą DPCP
- opcjonalne wsparcie dla SSD, USB 3.0, UWB

## „Huron River”
Siódma generacja Centrino planowana na przełom 2010 i 2011 roku, premiera miała miejsce 6 stycznia 2011, konkurencyjna wobec platformy AMD Fusion.
- procesory: oparte na architekturze „Sandy Bridge”
- chipset: Mobile Express Series 6 „Cougar Point”
- obsługa rozdzielczości do 2560x1600 pikseli

## „Chief River”
Ósma generacja Centrino planowana na początek 2012 roku, premiera miała miejsce 23 kwietnia 2012 roku. Konkurencyjna wobec platformy AMD Fusion 2. generacji.
- UEFI (zastąpi przestarzały BIOS)
- procesory: oparte na architekturze „Ivy Bridge” 22nm
- chipset: Mobile Express Series 7
- PCI Express 3.0
- DirectX 11 i OpenCL 1.1
- obsługa rozdzielczości do 4096x2304 pikseli
- natywne wsparcie dla USB 3.0
- opcjonalne wsparcie dla Thunderbolt

## „Shark Bay”
Dziewiąta generacja Centrino planowana na 2013 rok, konkurencyjna wobec platformy AMD Fusion 3. generacji.
- procesory: oparte na architekturze „Haswell” 22nm
- socket: rPGA947 lub BGA1364
- chipset: Mobile Express Series 8 „Lynx Point”
- karta WiFi 802.11ac „Wilkins Peak”
- Advanced Vector Extensions 2
- DirectX 11.1 i OpenCL 3.2
- natywne wsparcie dla Thunderbolt